# 7132 서멀 배스
7132 서멀 배스(7132 Thermal Baths) 또는 발스 온천(Therme Vals)은 스위스 그라우뷘덴주의 유일한 온천 위에 지어진 호텔 및 스파이다. 호텔의 스파는 2009년에 프리츠커상을 수상한 페터 춤토르가 설계해 1996년에 완공되었다.

## 역사

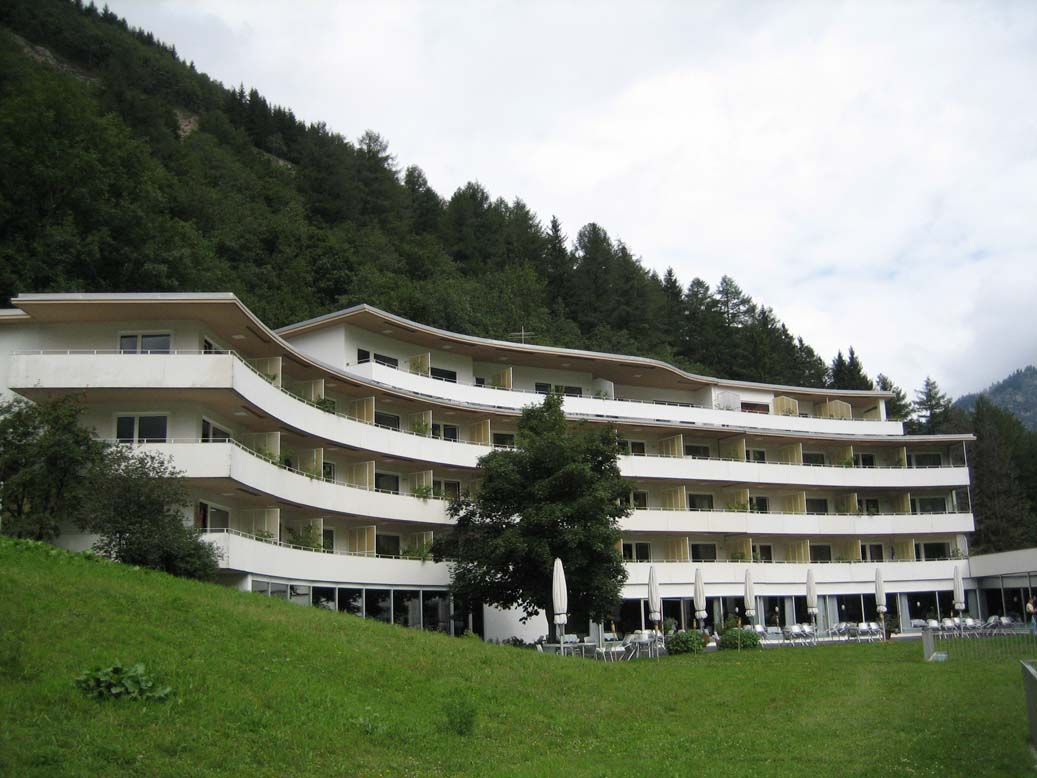
호텔 건물, 1960년대

1960년대 독일의 부동산 개발업자인 Karl Kurt Vorlop은 자연 발생 온천과 스위스에서 판매되는 발스의 미네랄 물에 물을 공급하는 원천을 활용하기 위해 1,000개 이상의 침대가 있는 호텔 단지를 건설했다. 개발자가 파산한 후 발스 마을은 1983년에 개발 중인 5개의 호텔을 구입하고 5개의 호텔 중간에 온천 수원지에 수치료 센터를 의뢰했다. 스파 시설은 페터 춤토르가 설계하였으며 1993년에서 1996년 사이에 건설되었다.
2012년 발스 커뮤니티가 소유하고 있던 호텔과 스파는 780만 스위스 프랑에 투자자인 Remo Stoffel에게 매각되었다. Stoffel은 스파의 이름을 7132 Therme & Hotel로 변경했으며 스파를 고급 리조트로 바꾸고 해당 호텔의 고객만 이용할 수 있도록 했다. 2015년, 건축가 톰 메인은 스파 시설 바로 옆에 초고층 타워 프로젝트를 제안했으나 이 프로젝트는 건축 분야에서 논란을 불러일으켰다.
2017년 페터 춤토르는 Stoffel이 처음에 지역 사회를 위해 설계된 Therme의 사회 프로젝트를 망치고 있다고 불평했다.

## 건축

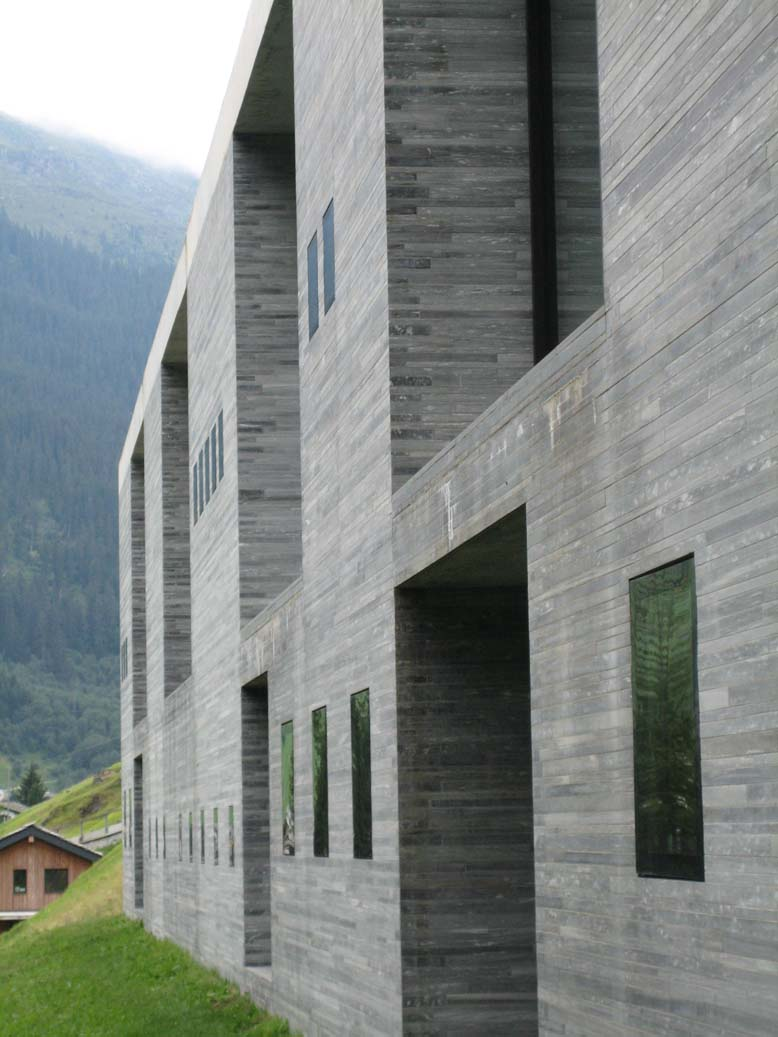
스파 건물의 외관

### 스파
스파 시설의 설계는 스위스의 건축가 페터 춤토르가 맡았다. 건축물의 컨셉은 채석장의 건축학적 해석을 기반으로 한다. :200 건물 내에서의 동선을 중점으로 봤을때 매우 특징적인 것은 아주 작고 밀접한 공간과 구불구불한 목욕탕 사이의 끊임없는 변화이다. :143–148
현지에서 채석된 암석과 편마암을 사용하여 지어진 스파 건물은 5m 높이의 테이블 모양으로 된 15개의 세트로 구성되어 있으며, 지붕 들보로 지지되는 캔틸레버식 콘크리트 지붕 유닛이 있다. 이 유닛들은 거대한 직소 퍼즐처럼 서로 잘 맞물려 있다. 지붕을 자세히 살펴보면 건축물의 구조적 성격을 확인할 수 있는데, 건물의 지붕은 물의 유입을 방지하기 위해 8cm 간격으로 떨어져 있다. 내부에는 콘크리트로 인해 지붕이 무거워 보이지만 유닛 사이의 간격으로 인해 지붕이 떠 있는 것처럼 보이는 이분법을 적용했다.
목욕탕은 마치 동굴이나 채석장 같은 구조를 연상시키며 호텔보다 이전에 지어진 것처럼 보이도록 설계되었다. 이는 특히 고고학 유적지의 토대와 유사한 목욕탕의 잔디 지붕 구조를 관찰하고 산허리에 반쯤 파묻혀 있는 다양한 욕실의 형태를 드러내는 것을 보면 분명하게 확인할 수 있다.
벽의 입면을 형성하는 1m 길이의 돌 조각이 60,000개 있다. 그들은 석재 벽처럼 불규칙적으로 보이지만 규칙적인 순서가 있다. 클래딩 돌은 3개의 높이가 있는데, 3개의 총 높이는 항상 15cm로 다양한 배치가 가능함과 동시에 시공이 용이하다.

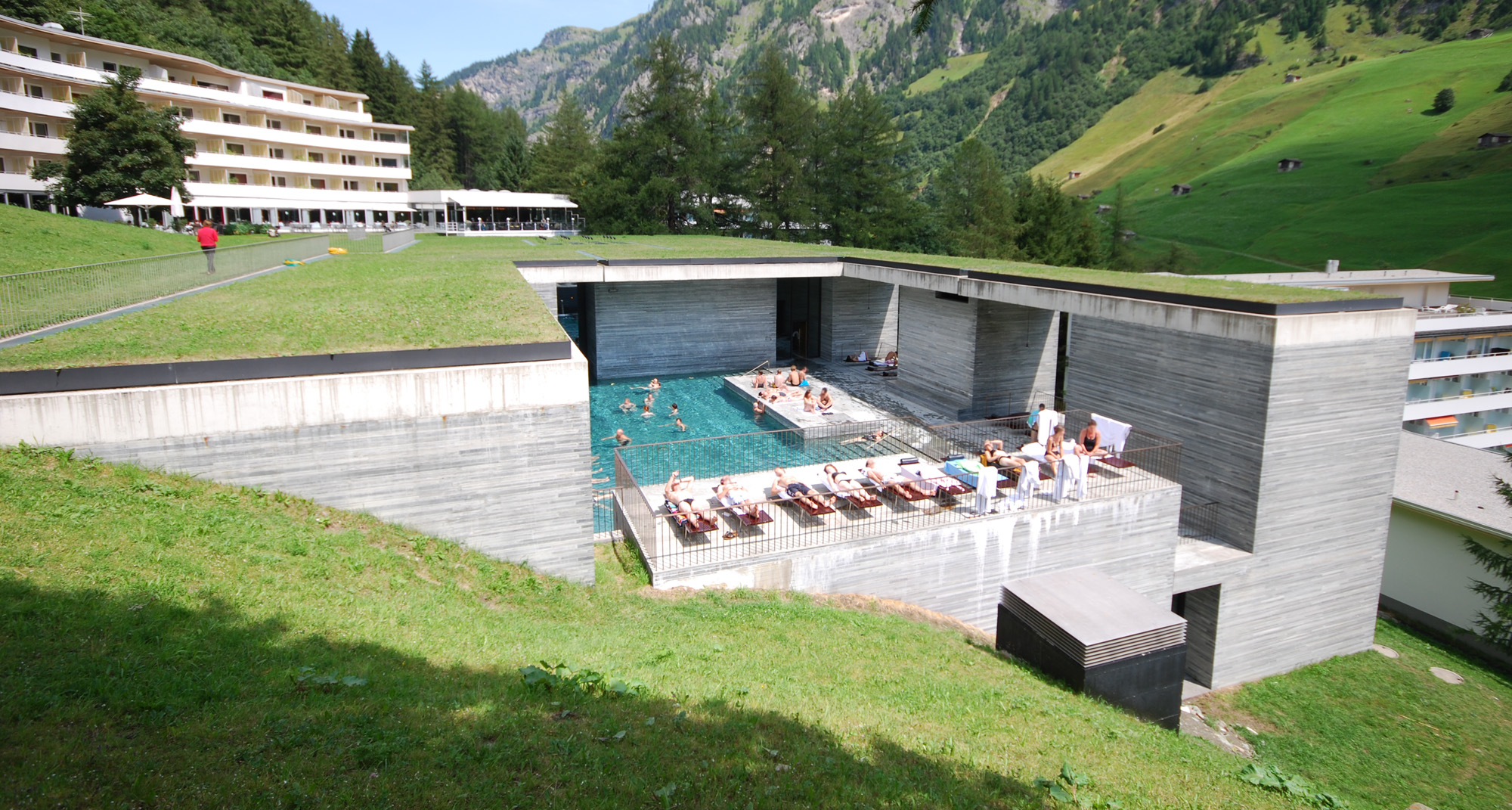
야외 풀장

### 호텔
2016년, 미국의 건축가 톰 메인은 호텔 입구를 재설계했다. 또한 일본의 건축가 구마 겐고는 최상층 스위트룸을 디자인했으며 안도 다다오도 프로젝트에 참여했다.